# Roger-Yves Bost
Roger-Yves Bost (Boulogne-Billancourt, 21 de octubre de 1965) es un jinete francés que compite en la modalidad de salto ecuestre.
Participó en dos Juegos Olímpicos de Verano, obteniendo una medalla de oro en Río de Janeiro 2016, en la prueba por equipos (junto con Philippe Rozier, Kevin Staut y Pénélope Leprevost), y el cuarto lugar en Atlanta 1996, en la misma prueba.
Ganó tres medallas en el Campeonato Mundial de Saltos Ecuestres entre los años 1990 y 1998, y dos medallas en el Campeonato Europeo de Saltos Ecuestres, oro en 2013 y bronce en 1995.

## Palmarés internacional
| Juegos Olímpicos   | Juegos Olímpicos        | Juegos Olímpicos  | Juegos Olímpicos |
| Año                | Lugar                   | Medalla           | Categoría        |
| ------------------ | ----------------------- | ----------------- | ---------------- |
| 2016               | Río de Janeiro (Brasil) | Medalla de oro    | Por equipos      |
| Campeonato Mundial |                         |                   |                  |
| Año                | Lugar                   | Medalla           | Categoría        |
| 1990               | Estocolmo (Suecia)      | Medalla de oro    | Por equipos      |
| 1994               | La Haya (Países Bajos)  | Medalla de plata  | Por equipos      |
| 1998               | Roma (Italia)           | Medalla de plata  | Por equipos      |
| Campeonato Europeo |                         |                   |                  |
| Año                | Lugar                   | Medalla           | Categoría        |
| 1995               | San Galo (Suiza)        | Medalla de bronce | Por equipos      |
| 2013               | Herning (Dinamarca)     | Medalla de oro    | Individual       |